# بليسي الكسندر
بليسي الكسندر (بالإنجليزية: Blaise Alexander) هو مالك فريق ناسكار ‏ أمريكي، ولد في 26 مارس 1976 في مونتورسفيل في الولايات المتحدة، وتوفي في 4 أكتوبر 2001 في Charlotte Motor Speedway ‏ في الولايات المتحدة.

## وصلات خارجية
- بليسي الكسندر على موقع Racing-Reference.info (الإنجليزية)